# Erikae

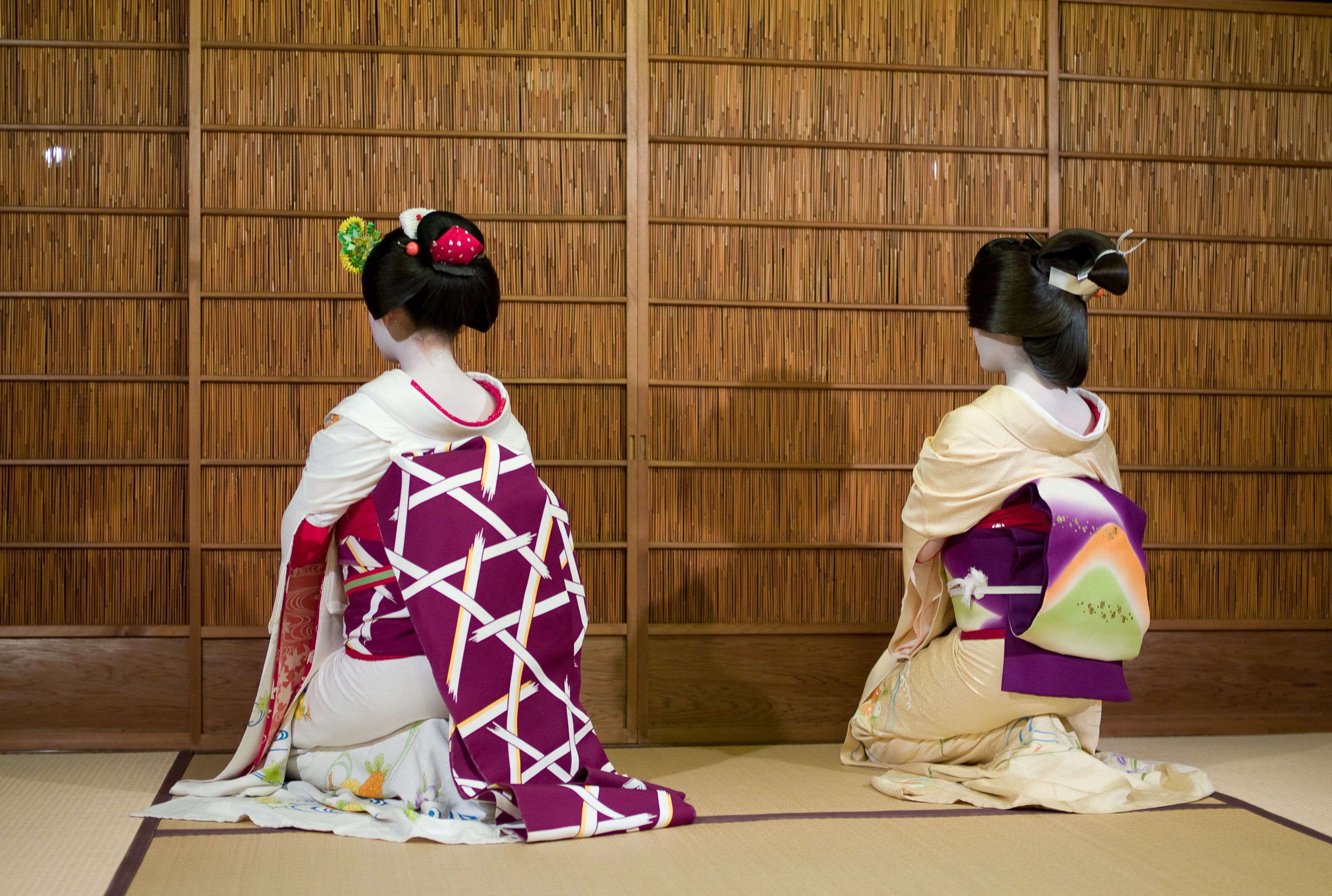
Maiko (à gauche) et geisha confirmée (à droite) de dos. On voit la différence de couleur de leurs cols, ainsi que les différents styles de coiffure.

L'erikae (襟替え, « changement de col ») est une cérémonie au cours de laquelle une maiko (apprentie geisha) devient geisha et commence à porter le col blanc d'une geisha à la place du col rouge porté par les apprenties. D'après l'autobiographie de la geisha Mineko Iwasaki, cette cérémonie a souvent lieu vers l'âge de vingt ans. Iwasaki la qualifie d'étape la plus importante de la vie d'une maiko, après le mizuage. Sa coiffure change également et passe du style ofuku au style shimada porté par les femmes plus âgées. Alors que la coiffure d'une maiko est faite de ses vrais cheveux, les geishas portent des perruques.